# Rufodorsia major
Rufodorsia major är en tvåhjärtbladig växtart som beskrevs av Wiehler. Rufodorsia major ingår i släktet Rufodorsia och familjen Gesneriaceae. Inga underarter finns listade i Catalogue of Life.